# زمین‌لرزه ۲۰۰۲ دنالی
زمین‌لرزه دنالی در تاریخ ۳ نوامبر ۲۰۰۲ میلادی، برابر با ‎۱۲ آبان ۱۳۸۱، ساعت ۲۲:۱۲:۴۱ به زمان یوتی‌سی در آلاسکا رخ داد. ژرفای این زلزله ۱۳ کیلومتر و بزرگی آن ۷٫۹ در مقیاس Mw اعلام شد. این زمین‌لرزه به وقت محلی در روز یکشنبه، ساعت ۱۳ روی داده و منطقه زمانی آن یوتی‌سی -۹ بوده‌است.
سازمان زمین‌شناسی آمریکا رومرکز این زمین‌لرزه را در مختصات ۶۳°۳۱′۰۱″شمالی ۱۴۷°۲۶′۳۸″غربی / ۶۳٫۵۱۷°شمالی ۱۴۷٫۴۴۴°غربی و ژرفای آن‌را ۱۳ کیلومتر گزارش کرد. بزرگی برگزیدهٔ این سازمان از میان بزرگی‌های محاسبه‌شدهٔ مختلف ۷٫۹ در مقیاس Mw بوده و از دید اثر، در میان چهار دسته‌بندی «نامحسوس»، «محسوس»، «زیان‌آور» یا «با تلفات»، زلزله را «با تلفات» اعلام کرده‌است. رانش زمین و روانگرایی خاک نیز در این زمین‌لرزه ایجاد شده‌است.
پروژهٔ «تنسور گشتاور مرکزوار» زاویه‌های (راستا، شیب، ریک) گسل سازندهٔ زمین‌لرزه و صفحه عمود بر آنرا (°۲۹۶، °۷۱، °۱۷۱) یا (°۲۹، °۸۲، °۱۹) و نوع گسل را «امتدادلغز» اعلام کرد.
این زمین‌لرزه هیچ کشته‌ای نداشت و فقط یک زخمی بر جای گذاشت.